# ストックホルム・ヴェステロース空港
ヴェステロース空港（スウェーデン語: Västerås flygplats）はスウェーデンのヴェステロース市内にある空港で、中心部から南東約5kmに位置する。首都ストックホルムからは100km程離れている。

## 就航航空会社

### 定期便
- ライアンエアー（ロンドン (スタンステッド)）
- ウィズエアー（ポズナン）

### チャーター便
- アトラスグローバル（アンタルヤ [5月から8月まで運航]）
- Novair（クレタ島 [5月から6月まで運航]）